# Mila Oyarzún
Emilia Pincheira Oyarzún (más conocida como Mila Oyarzún, Concepción, 1912 - Santiago, 9 de octubre de 1982) fue una escritora, poeta y activista de los derechos humanos chilena que cultivó los géneros literarios de la poesía y novela. Fue integrante y ocupó un cargo directivo en el Grupo Fuego de Poesía (fundado en 1955) junto a varios escritores como José Miguel Vicuña, María Silva Ossa, Carlos René Correa, Eliana Navarro, Francisca Ossandón y Chela Reyes, entre otros.

## Carrera
Uno de sus primeros trabajos literarios publicados fue el poemario Esquinas del viento a través de la Editorial Nascimento (1941) que recibió el Premio Municipal de Poesía de Santiago. Su labor literaria es incluida junto a los de María Monvel, Chela Reyes, Sylvia Moore, Gladys Thein, María E. Piwonka e Irma Astorga dentro de la denominada «nueva poesía» chilena de fines de la década de 1950.
En el ámbito de la defensa de los derechos humanos en Chile, fue una de las fundadoras de la Comisión Chilena de Derechos Humanos en el año 1978, junto al sindicalista Clotario Blest y los abogados Máximo Pacheco Gómez y Jaime Castillo Velasco.

## Obras
- Esquinas del viento (Santiago: Nascimento, 1941).
- Estancias de soledad (Santiago: Ed. Tegualda, 1946).
- Cartas a una sombra (novela, Santiago: 1944).
- Pausado cielo (Santiago: Acanto, 1954).
- Mediodía (Santiago: Ed. Universitaria, 1958).